# Fabbroni (cràter)
Fabbroni és un petit cràter d'impacte de la Lluna, que es troba al costat de la vora nord de la Mare Tranquillitatis, a l'est de l'espai on la mar lunar s'uneix amb la Mare Serenitatis al nord. Cap al sud-est es troba el cràter Vitruvius. Fabbroni va ser denominat Vitruvius I abans de ser rebatejat per la UAI.

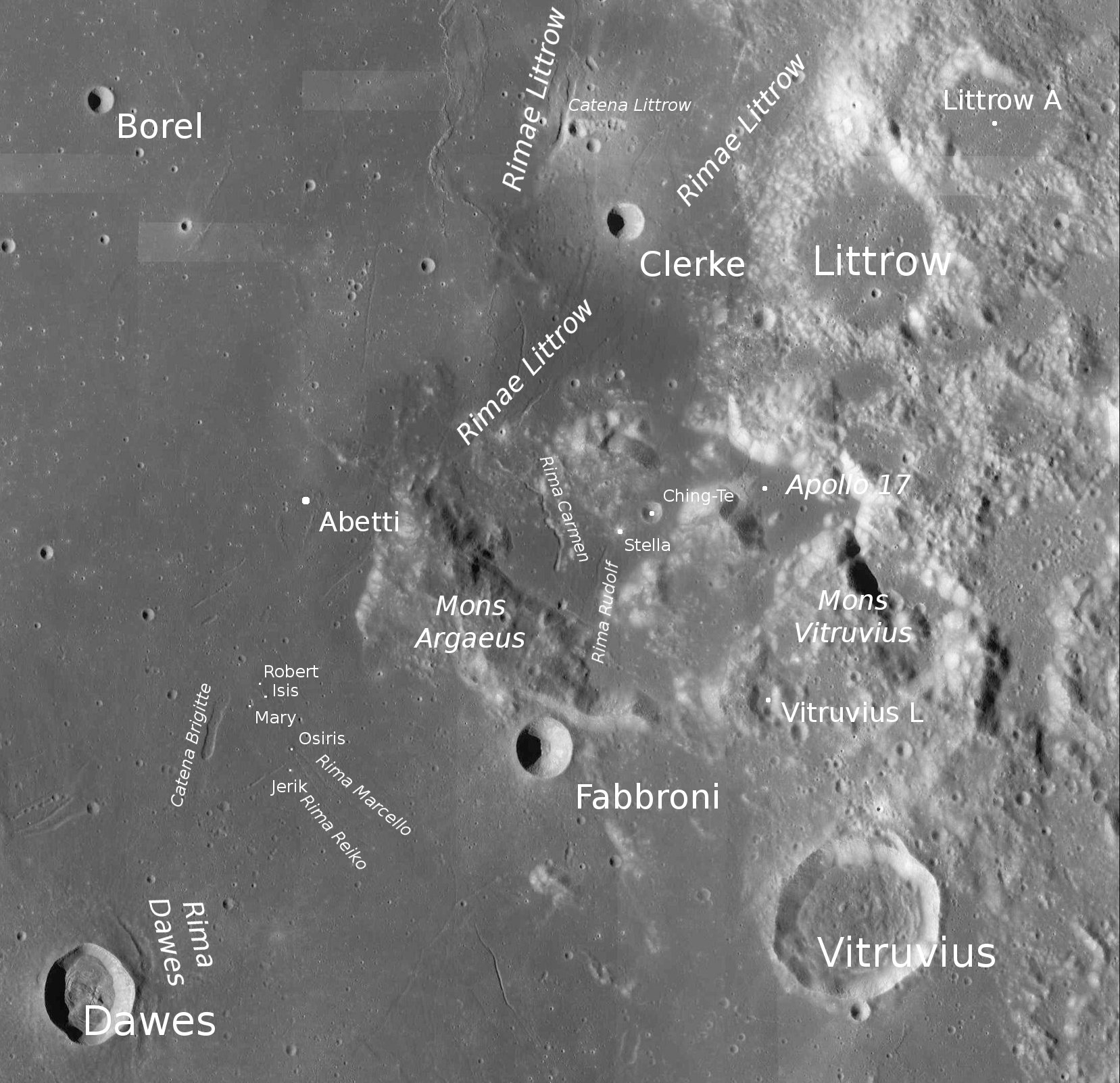
Localització de Fabbroni (centre inferior de la imatge)
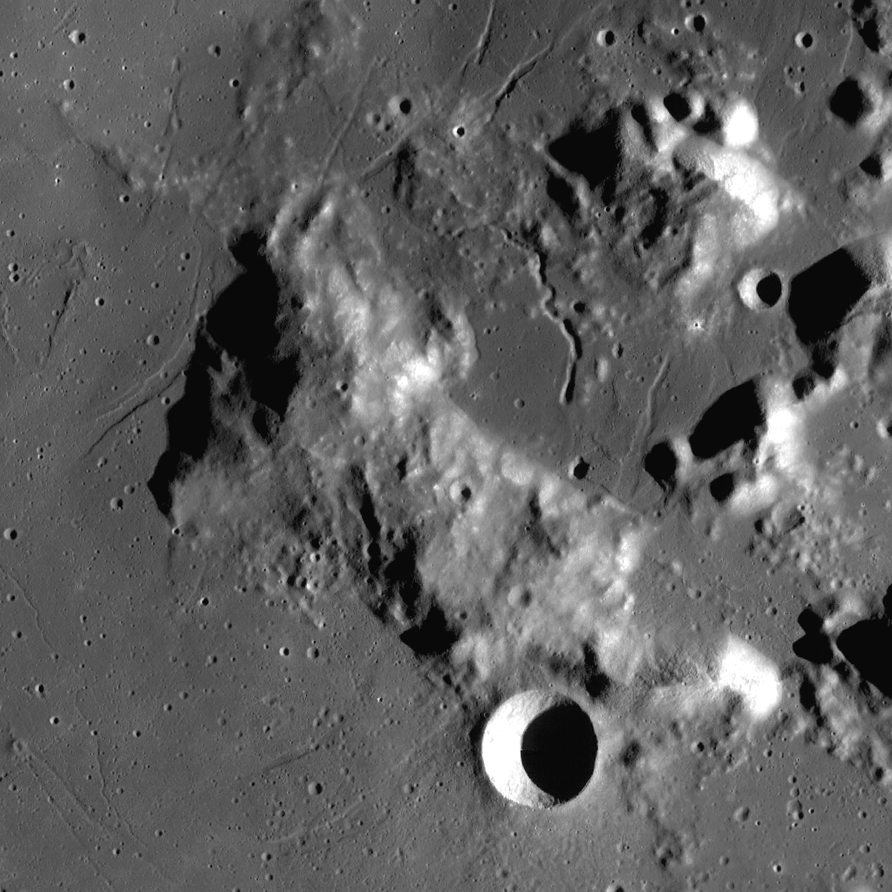
El cràter Fabbroni, a sud del Mons Argaeus

La forma del cràter és circular per l'exterior, amb un interior cònic, on les parets descendeixen cap a una petita plana a l'interior. La vora nord del cràter es troba al costat del flanc sud-est del Mons Argaeus.